# Məmmədəli Mehdiyev

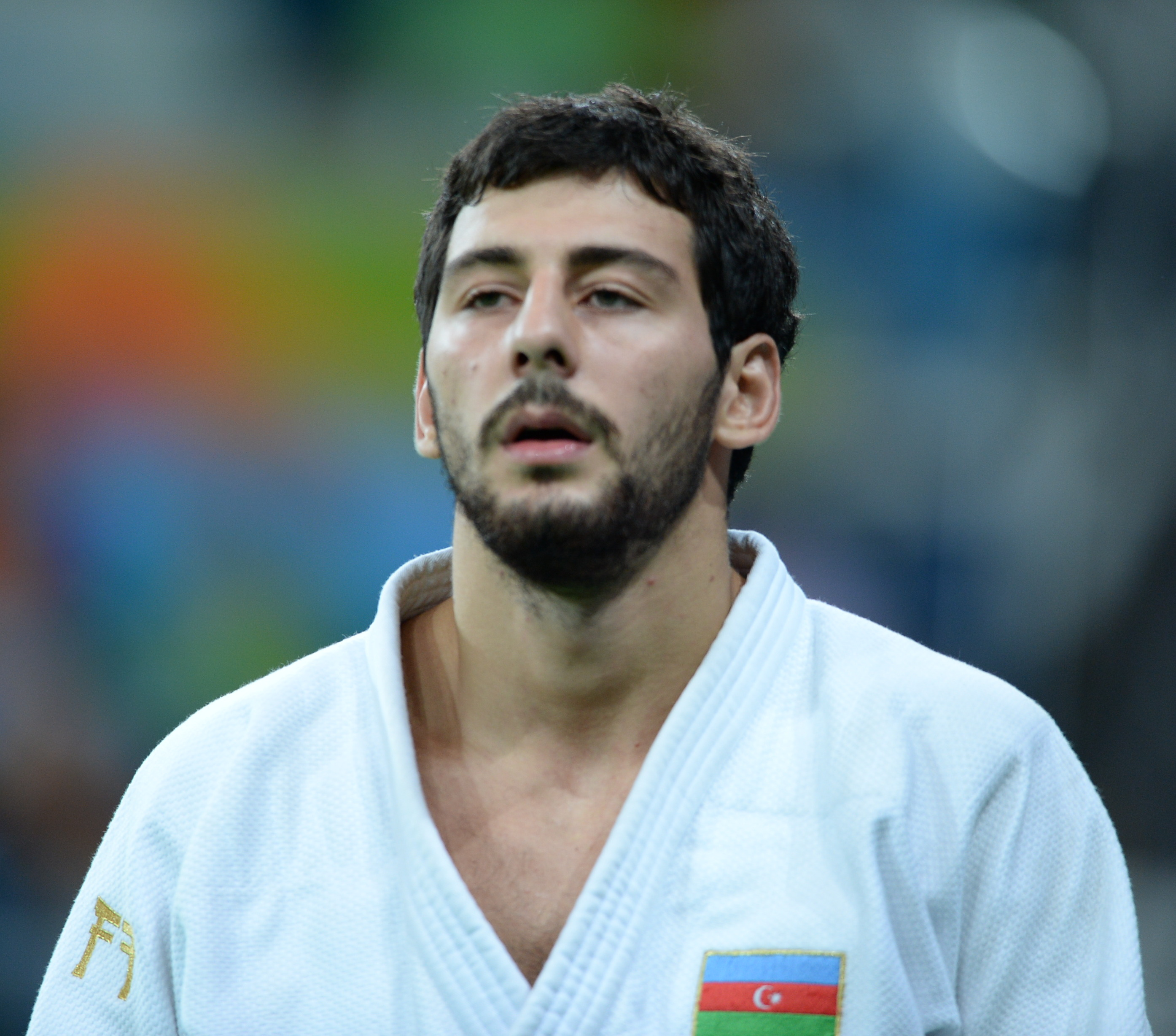
Mehdiyev bei den Olympischen Spielen 2016

Məmmədəli Mehdiyev oder Mammadali Mehdiyev (* 9. April 1993 in Baku) ist ein aserbaidschanischer Judoka, der 2019 und 2020 Europameisterschaftsdritter war.

## Sportliche Karriere
Der 1,88 m große Mehdiyev kämpfte bis 2014 im Halbmittelgewicht, der Gewichtsklasse bis 81 Kilogramm. 2011 gewann er seinen ersten Landesmeistertitel. Bei der Universiade 2013 in Kassan erkämpfte Mehdiyev eine Bronzemedaille. Im gleichen Jahr war er Dritter der Junioreneuropameisterschaften und der Juniorenweltmeisterschaften.
2014 wechselte Mehdiyev ins Mittelgewicht, die Gewichtsklasse bis 90 Kilogramm. Bei den Olympischen Spielen 2016 in Rio de Janeiro gewann er seine ersten beiden Kämpfe und unterlag im Viertelfinale dem Südkoreaner Gwak Dong-han. Nach einer weiteren Niederlage in der Hoffnungsrunde belegte Mehdiyev den siebten Platz.
2017 unterlag Mediyev im Halbfinale der Europameisterschaften in Warschau dem Serben Aleksandar Kukolj und belegte letztlich den fünften Platz. Bei den Weltmeisterschaften in Budapest erreichte er den siebten Platz nach einer Viertelfinalniederlage gegen den Ungarn Krisztián Tóth. 2018 gewann er seinen zweiten Landesmeistertitel.
Anfang 2019 gewann Mediyev das Grand-Slam-Turnier in Düsseldorf. Zweieinhalb Monate später wurde er hinter dem Serben Nemanja Majdov Zweiter beim Grand-Slam-Turnier in Baku. 2019 wurden die Europameisterschaften im Rahmen der Europaspiele in Minsk ausgetragen. Mehdiyev unterlag im Viertelfinale dem Türken Mikail Özerler. Mit Siegen über den Schweizer Ciril Grossklaus und den Niederländer Noël van ’t End erkämpfte Mehdiyev eine Bronzemedaille. Bei den Weltmeisterschaften in Tokio verlor er im Viertelfinale gegen Nemanja Majdov und belegte letztlich den siebten Platz. Anderthalb Monate später gewann Mehdiyev eine Bronzemedaille bei den Militärweltspielen. 
Nach der Kampfpause wegen der COVID-19-Pandemie besiegte Mehdiyev bei den Europameisterschaften 2020 in Prag im Viertelfinale Krisztián Tóth. Nach einer Halbfinalniederlage gegen den Russen Michail Igolnikow bezwang Mehdiyev im Kampf um Bronze Mikail Özerler. 2021 belegte Mehdiyev zweimal den dritten Platz bei Grand-Slam-Turnieren. Bei den Olympischen Spielen in Tokio unterlag er im Achtelfinale dem Russen Igolnikow.